# Customs House (Brisbane)

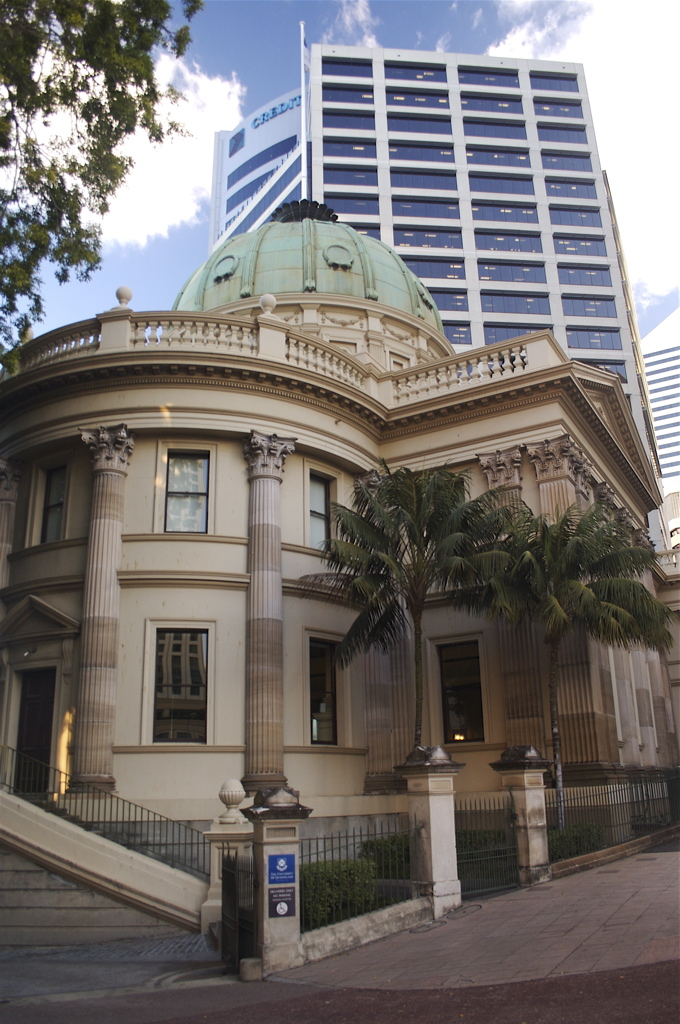
Das Gebäude

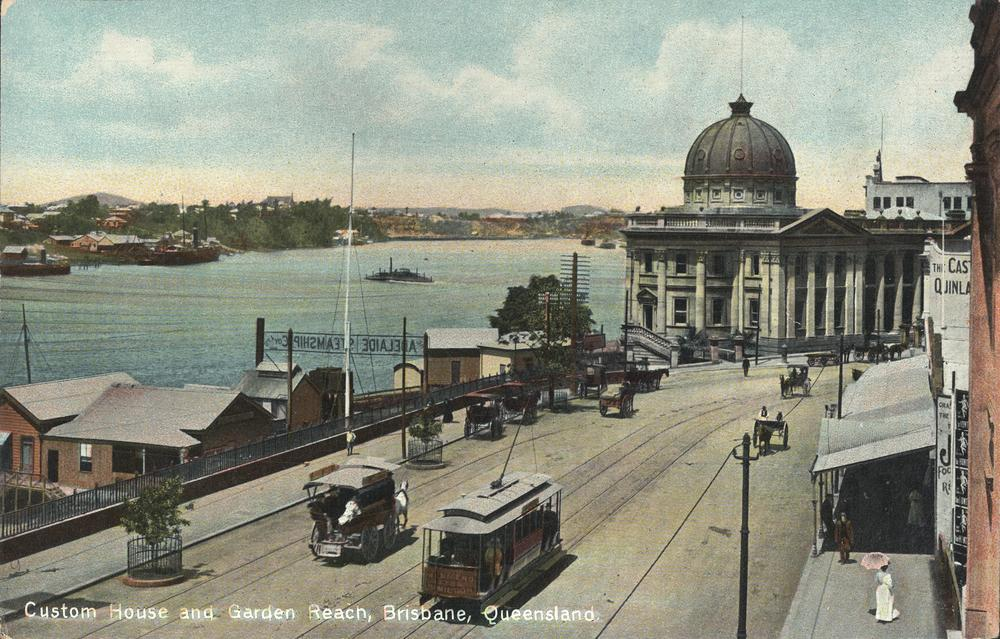
Das Customs House, etwa 1906

Das Customs House (bis 1901 Custom House) ist ein Gebäude in der australischen Stadt Brisbane, das sich an der Queen Street, einer der Hauptstraßen der Stadt, und am Brisbane River befindet. Ursprünglich wurde das Gebäude als Zollbehörde genutzt. 

## Geschichte

### Frühe Geschichte
Ab etwa 1884 wuchs der Hafen von Brisbane rasant, sodass die Stadtverwaltung entschied, das Petrie Bight genannte Zollgebäude durch ein größeres, das Customs House, zu ersetzen. Nachdem das von Charles McLay entworfene neue Gebäude nach drei Jahren Bauzeit im Jahr 1889 fertiggestellt und eröffnet worden war, waren 38.346 Pfund verbraucht.
Das im Viktorianischen Stil errichtete Gebäude gilt als die erste Behörde in Australien, die ein eigenes Wappen besaß.

### Heutige Zeit und jüngere Vergangenheit
Nachdem sich mehrere große Hafenfirmen im Gebiet rund um den Hafen der Stadt angesiedelt hatten, wurde das Gebäude mit der Zeit überflüssig, sodass es 1988 geschlossen wurde. Nach seiner Schließung wurde das Gebäude sofort von der University of Queensland gemietet und von 1991 bis 1994 für 7,5 Millionen Australische Dollar renoviert.
Heute befinden sich ein Restaurant und ein Veranstaltungszentrum im Gebäude. Der „Long Room“, in dem damals die Geschäfte geführt wurden, wird vor allem für Lesungen und als Restaurant genutzt.